# Taijí

El taijitu, o representació gràfica del taijí

El taijí o taitxí (en xinès tradicional 太極, en xinès simplificat 太极, en pinyin tài jí, Wade-Giles t'ai-chi, en japonès taikyoku, literalment "la biga mare suprema") és un terme cosmològic xinès que defineix el "principi suprem" infinit i indiferenciat, potencialment creatiu, del qual sorgeixen yin i yang, les dues forces dinàmiques que, segons les creences xineses més antigues, creen tots els fenòmens. Sovint se'l considera com l'equivalent del Tao i se'l representa a través del diagrama anomenat taijitu.
La paraula és citada per primer cop al Zhuangzi, pels volts del 300 aC. Es compon de tai, 太 ("gran, suprem, extrem, molt") i ji, 极 ("biga mare, punt àlgid, pol, arribar al final, assolir"). En tant que terme filosòfic, les traduccions més corrents solen ser "pol suprem" (Needham i Ronan 1978), "gran absolut" o "suprema polaritat" (Adler 1999).
Encara que pugui rebre diferents interpretacions, la majoria deriven d'una frase d'un comentari del Yi Jing que diu: "Les mutacions tenen un cim suprem que fa néixer els dos aspectes yin i yang, els quals fan néixer les quatre figures, les quals fan néixer els vuit trigrames que determinen el favorable i el desfavorable, fent néixer així els esdeveniments humans".